# Acidente (filosofia)
Acidente é um termo filosófico derivado do latim accidens - algo que acontece -, que por sua vez está relacionado à palavra grega σνμβεβηχός, do verbo sumbainein - acontecer, também traduzido como coincidente, concomitante.

## Usos na história da filosofia

### Aristóteles
Na filosofia de Aristóteles, é um termo em contraste com essência, e possui alguns significados frequentes. Denomina aspectos de uma coisa que são inseparáveis dela, mas que não constituem sua essência, o que o filósofo chama por vezes de propriedades (idia). Alternativamente, denomina uma característica provisória de um sujeito, cuja adição ou subtração não altera sua identidade. Pode se referir também às categoria secundárias que são acidentes da substância.

### Medievais
Os filósofos medievais distinguiam duas noções de acidente. Per se - que, enquanto atributo, é ele mesmo uma entidade; e per accidens - uma forma de descrever um atributo inessencial de um objeto.

### Modernidade
Alguns filósofos modernos passaram à rejeitar a distinção entre substância e acidente, e pensavam-na apenas em um dos sentidos aristotélicos - de atributo, propriedade ou qualidade. Locke, por exemplo, distinguiu entre qualidades primárias e qualidades secundárias.